# Rebecca Bondü
Rebecca Bondü ist eine deutsche Psychologin auf dem Gebiet der Entwicklungspsychologie und Familienpsychologie. Seit 2017 ist sie Professorin für Entwicklungs-, Pädagogische und Familienpsychologie an der Psychologischen Hochschule Berlin (PHB). Sie forscht unter anderem im Bereich der Prävention von schweren Gewalttaten zu Warnsignalen von Radikalisierung, Terrorismus und Amoktaten.

## Veröffentlichungen (Auswahl)
- Die Klassifikation von Brandstraftätern. Eine Typologisierung anhand des Tatmotivs und anderer Variablen. Verlag für Polizeiwissenschaft, Frankfurt am Main 2006, ISBN 3-935979-87-8.
- G. Austin, R. Bondü, B. Elsner: Longitudinal relations between children‘s cognitive and affective theory of mind with reactive and proactive aggression. In: Aggressive Behavior. Band 43, Nr. 5, 2017, S. 440–449, DOI:10.1002/ab.21702
- A. Bilgin, R. Bondü, B. Elsner: Longitudinal associations between justice sensitivity, nonsuicidal self-injury, substance use, and victimization by peers. In: Development and Psychopathology. 2021, S. 1–13, DOI:10.1017/s0954579421000250
- R. Bondü, J. B. Birke: Aggression-telated sexual fantasies: Prevalence rates, sex differences, and links with personality, attitudes, and behavior. In: The Journal of Sexual Medicine. Band 18, Nr. 8, 2021, S. 1383–1397, DOI:10.1016/j.jsxm.2021.06.006
- A. L. Dudenhoefer, C. Niesse, T. Görgen, L. Tampe, M. Megler, C. Gröpler et al.: Leaking in terrorist attacks: A review. In: Aggression and Violent Behavior. Band 58, 2021, 101582. DOI:10.1016/j.avb.2021.101582
- S. Strauß, R. Bondü: Links between justice sensitivity and moral reasoning, moral emotions, and moral identity in middle childhood. In: Child Development. 2021, DOI:10.1111/cdev.13684